# Borowy Młyn (województwo lubuskie)
Borowy Młyn (niem. Heidemühle) – wieś w Polsce, położona w województwie lubuskim, w powiecie międzyrzeckim, w gminie Pszczew.
| SIMC    | Nazwa   | Rodzaj     |
| ------- | ------- | ---------- |
| 0186045 | Błotnia | przysiółek |

W latach 1975–1998 wieś administracyjnie należała do województwa gorzowskiego. 
W Borowym Młynie mieszkał działacz Związku Polaków Niemczech i prezes pszczewskiego Banku Ludowego Ludwik Wittchen.